# Tulipa hageri
Tulipa hageri är en liljeväxtart som beskrevs av Theodor Heinrich von Heldreich. Tulipa hageri ingår i släktet tulpaner, och familjen liljeväxter. Inga underarter finns listade.